# Makiloharun
Makiloharun är öar i Finland. De ligger i Finska viken och i kommunen Kyrkslätt i landskapet Nyland, i den södra delen av landet. Öarna ligger omkring 44 kilometer sydväst om Helsingfors. Makiloharun ligger 5 meter över havet.
Arean för den av öarna koordinaterna pekar på är 2 hektar och dess största längd är 200 meter i nord-sydlig riktning.